# Tirà terrestre becpintat
El tirà terrestre becpintat (Muscisaxicola maculirostris) és un ocell de la família dels tirànids (Tyrannidae).

## Hàbitat i distribució
Habita zones obertes i vessants pedregosos dels Andes, des de Colòmbia i l'Equador, cap al sud, a través del Perú i Bolívia fins Xile i oest de l'Argentina.